# オールドファッション (1993年のパチンコ機)
オールドファッションは、1993年2月にSANKYOが発売した、センター役物に左右非対称の自転車が配置されているパチンコ機のシリーズ名。
オールドファッションSPとオールドファッションGPの2機種がある。

## 概要
貯留型の羽根モノタイプ。自転車の前輪と後輪にそれぞれVゾーンがある珍しいタイプである。通常時、役物内に配置されている自転車の車輪は常に回転を続けている。前輪には10箇所スペースがあり、その内の一つにVゾーンが配置されている。V入賞できるかどうかは、羽根に拾われたタイミングによって決定される。前輪と後輪のVゾーンは役割が異なり、前輪のVゾーンは大当たりするためのものであり、後輪のVゾーンは大当たりを継続させるためのものである。
SPの賞球は特殊で、役物内の入賞数が7個の払い出しで、それ以外の羽根開放用のチャッカーなどに入賞した際は13個の払い出しとなる。

## スペック
- オールドファッションSP
  - 賞球数 13&7
  - 大当たり最高継続 15R
  - 最大貯留 4個
- オールドファッションGP
  - 賞球数 6&12
  - 大当たり最高継続 15R
  - 最大貯留 4個

## 演出
V入賞後は途中まで通常時同様に前輪に玉が運ばれる。5カウントか羽根開閉15回後に、前輪と後輪の間に橋が出現し、継続用のVゾーンがある後輪に玉が運ばれるようになる。後輪には3箇所玉が収まるスペースがあり、3箇所のうちVゾーンが配置されているスペースには2個貯留することが可能となっている。この後輪に最大で4個まで玉を貯留して、10カウント後か羽根開閉18回後に貯留解除となる。貯留解除時にVゾーンが配置されているスペースに2個貯留されていないと、車輪奥のVゾーンに玉が滑り込まなくなってしまいパンクする仕様となっている。

## サウンドトラック
- 『パチンコ・ミュージック・フロム SANKYO FEVER WARS』 キングレコード、1998年8月21日。KICA-1217。
  - BGMが収録されている。